# Кондиціонування повітря

Типовий хатній кліматизаційний пристрій

Кліматиза́ція, клі́мат-контро́ль або кондиціюва́ння пові́тря (скорочується як AC від англ. air conditioning та англ. climate control) — створення і підтримка параметрів повітряного середовища (температури, відносної вологості, складу, швидкості руху і тиску повітря), найсприятливіших для роботи персоналу, обладнання і приладів.
У вужчому значенні під кондиціюванням повітря розуміють відведення зайвого тепла (теплонадлишків) з приміщень, з метою забезпечення теплового комфорту.

## Застосування кліматизації
Загалом системи кліматизації умовно діляться на дві групи: системи житлового та громадського кондиціонування, та системи промислового кондиціювання. Системи житлового та громадського кондиціювання мають на меті створити умови для теплового комфорту та високої працездатності для людей. Споруди, у яких застосовуються ці системи, можна поділити на:
- Індивідуальні житлові будинки
- Багатоповерхові житлові будинки
- Комерційна нерухомість
- Громадські будинки
- Робочі місця на промислових підприємствах
- Спортивні споруди

Промислова кліматизація підтримує задані параметри повітряного середовища необхідні для протікання технологічних процесів, роботи обладнання та приладів. Промислове кондиціювання повітря, зазвичай необхідне для наступних випадків:
- Приміщення в медичних установах — операційні, відділення реанімації тощо
- Чисті кімнати — фармацевтичне виробництво, виробництво точної електроніки
- Розведення деяких видів тварин та рослин
- Дата-центри, серверні кімнати
- Текстильне виробництво
- Дослідницькі центри, лабораторії
- Атомні електростанції
- Гірництво
- Виробництво та приготування харчових продуктів
- Інші наукові та промислові приміщення, що потребують контролю параметрів повітряного середовища

## Кліматизація на гірничих підприємствах
Кліматизація застосовується на шахтах, кар'єрах, в надшахтних будівлях, приміщеннях збагач. ф-к[прояснити] та ін. На сучасних шахтах кондиціювання повітря виконується, якщо температура повітря в очисних вибоях перевищує 26 °C, у вибоях підготовчих виробок — 24-26 °C. Існують загальношахтні та місцеві системи кліматизації повітря, на робочих місцях використовують також засоби індивідуального теплового захисту у вигляді переносних повітроохолоджувачів. Загальношахтні системи призначені для охолодження повітря у виробках, що провітрюються за допомогою вентиляторів гол. провітрювання протягом усього періоду експлуатації шахти (стаціонарні системи). Такі системи включають холодильні апарати (установки), повітроохолоджувачі, пристрої для відводу тепла за межі шахти, циркуляційні трубопроводи, насосне обладнання, засоби автоматики тощо.
Основні характеристики стаціонарної системи кондиціювання повітря — номінальна холодопродуктивність і ефективність. Підвищення останнього параметра досягається теплоізоляцією трубопроводів, їх ущільненням, зниженням гідравлічного опору та ін.
За кордоном найбільші стаціонарні системи діють у шахтах Німеччини, Чехії, ПАР, Індії та ін. країн. Найбільша номінальна холодопродуктивність вітчизняних установок кліматизації — 150 МВт. Місцева кліматизація в шахтах виконується в тупикових підготовчих розробках, прохідницьких вибоях, камерах і т. д. Здійснюється за допомогою автономних повітроохолоджуваних агрегатів на основі парокомпресійних холодильних установок або повітряних турбодетандерів. Охолоджене в таких агрегатах повітря подається у вибої по трубах за допомогою вентиляторів місцевого провітрювання. Утворене при конденсації тепло при використанні автономних кондиціонерів відводиться за межі виробки за допомогою шахтної або технічної води. Засоби індивідуального теплового захисту включають костюми і жилети з водяним охолоджуванням, ранцеві вихрові труби, що охолоджують головні убори.
У кар'єрах кондиціювання повітря зводиться до підтримки відповідних параметрів повітря в кабінах гірничих машин. Здійснюється системами, що включають технічні засоби для очищення повітря від пилу і шкідливих газів, охолодження його при високих зовнішніх температурах і підігрівання при низьких; зволоження та осушення, переміщення, змішування і розподілу повітря, а також для регулювання його параметрів та їх контролю.